# Kościół Trójcy Przenajświętszej w Dubience
Kościół Trójcy Przenajświętszej – rzymskokatolicki parafialny kościół w Dubience.

## Historia
Rzymskokatolicka parafia w Dubience została erygowana w 1588 i uposażona przez Jana Sienieńskiego, który też sfinansował budowę pierwszego kościoła. Był to budynek drewniany. Z tego samego materiału wzniesiono również kolejne kościoły na jego miejscu w 1617, 1753 i w 1794. Ostatnia z wymienionych świątyń spłonęła w 1863. Budowla murowana, która powstała na jej miejscu, została wzniesiona ze składek parafian dwa lata później, według projektu budowniczego powiatu hrubieszowskiego Pliszczyńskiego. Uroczyste poświęcenie kościoła odbyło się dopiero w 1924 pod przewodnictwem biskupa A. Jełowieckiego. Podczas II wojny światowej kościół został uszkodzony w 1939, następnie odremontowany, ponownie zniszczony w 1944 i odnowiony w 1945 oraz w 1970.

## Wyposażenie
W kościele znajduje się rokokowy ołtarz główny z II poł. XVIII w., pierwotnie znajdujący się w kościele bernardyńskim w Radecznicy. Znajduje się w nim obraz Matki Bożej z Dzieciątkiem z I poł. XVIII w. Dwa ołtarze boczne również wykonano w stylu barokowym w XIX w. Znajdują się w nich obrazy św. Antoniego i Zwiastowania w lewym oraz św. Mikołaja i św. Józefa w prawym. W kościele przechowywany jest również obraz maryjny z XVIII w., przywieziony ze wsi Bindugi. W tym samym stuleciu wykonano ambonę w stylu rokoko, także pochodzącą z sanktuarium w Radecznicy, dwa tabernakula oraz dwie rzeźby bernardyńskich zakonników, pierwotnie stanowiące część ołtarza głównego.
Wejście na teren kościelny prowadzi przez dzwonnicę z 1965, na której zawieszone są dwa dzwony.